# Halte Zevenhuizen-Moerkapelle

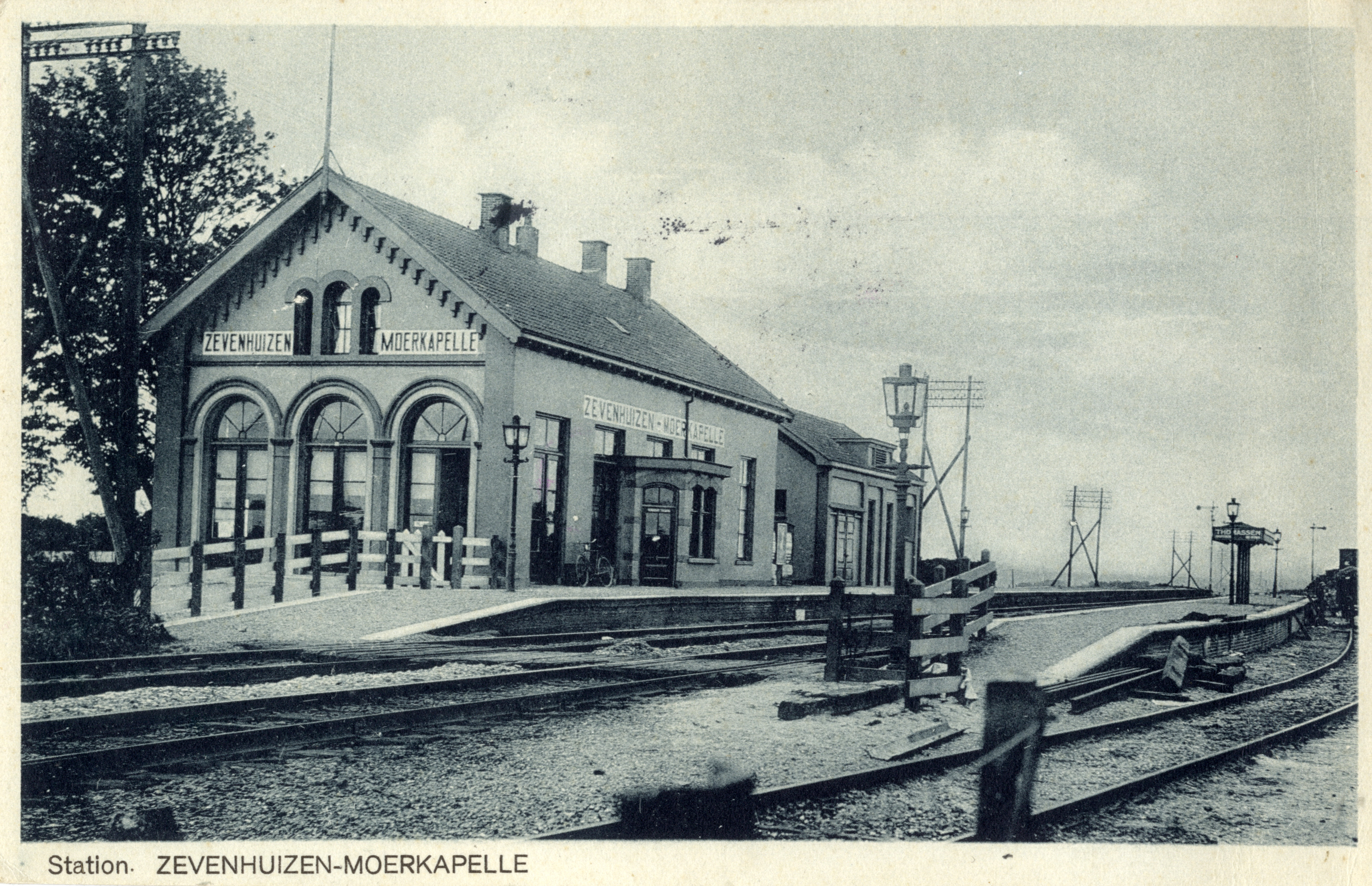
Halte Zevenhuizen-Moerkapelle rond 1910-1920

Halte Zevenhuizen-Moerkapelle (telegrafische code: Zhm) is een voormalig spoorweghalte aan de Nederlandse spoorlijn Gouda - Den Haag, destijds aangelegd en geëxploiteerd door de Nederlandsche Rhijnspoorweg-Maatschappij (NRS). De halte lag aan de doorgaande weg tussen Zevenhuizen en Moerkapelle in de Tweemanspolder. Aan de spoorlijn werd de halte voorafgegaan door stopplaats Zuidplaspolder en gevolgd door stopplaats Bleiswijk-Kruisweg. Halte Zevenhuizen-Moerkapelle werd geopend op 1 mei 1870 en gesloten voor personenvervoer op 15 mei 1938. Wel werd de stopplaats tot in de jaren 60 gebruikt voor goederenvervoer, waaronder het vervoer van suikerbieten.
Ten tijde van de sluiting van de stopplaats werd de verlenging van de A12 tussen Zoetermeer en Utrecht geopend en de spoorlijn Gouda - Den Haag geëlektrificeerd.
Bij de halte was een stationsgebouw aanwezig dat was ontworpen door Aaldert Willem van Erkel en in 1944 gesloopt is. Nabij de halte was eveneens een draaibrug aanwezig.
Tijdens de oorlog zijn de bruggen over de ringvaart en over de Rotte meerdere malen het doelwit geweest van geallieerde bombardementen.
Op 9 juli 2013 werd bij graafwerkzaamheden ten noorden van de rijksweg A12 een vliegtuigbom uit de Tweede Wereldoorlog gevonden.
-3,0: Gouda ·
2,0: Zuidplaspolder ·
6,3: Zevenhuizen-Moerkapelle ·
9,1: Bleiswijk-Kruisweg ·
10,8: Lansingerland-Zoetermeer ·
12,6: Zoetermeer Oost ·
13,7: Zoetermeer ·
19,3: Nootdorp Noord ·
19,7: Den Haag Ypenburg ·
22,2: Voorburg ·
25,1: Den Haag SS ·
25,1: Den Haag Centraal